# ニコラス・ブルームバーゲン
ニコラス・ブルームバーゲン（Nicolaas Bloembergen、1920年3月11日 - 2017年9月5日）は、オランダ出身でアメリカ合衆国の物理学者。1981年、アーサー・ショーロー (Arthur Leonard Schawlow) とともにレーザー分光学への貢献でノーベル物理学賞を受賞。

## 人物
ドルトレヒト出身。1943年にユトレヒト大学を卒業したが、オランダを占領したナチスより大学が封鎖され、自宅で研究を続けた。1945年に渡米し、ハーバード大学のエドワード・ミルズ・パーセルの研究室に留学、1948年に一時帰国し、ライデン大学からPh.D.を受け、博士研究員となった。
1949年からは再びハーバード大学の助手となり、1951年には準教授、1957年にはゴードン・マッケイ応用物理学教授の席についた。同年グッゲンハイム・フェローとなる。その後、パリ大学、カリフォルニア大学バークレー校、コレージュ・ド・フランスなどの客員教授、1973年には母校であるライデン大学のローレンツ客員教授として招かれた。2001年よりアリゾナ大学の教授を務めていた。

## 業績
ブルームバーゲンは、大学院時代から磁気共鳴において優れた業績をあげたが、特に物質中の不均一磁場の影響により広がった磁気共鳴スペクトルに飽和によるくぼみを作り、その回復の様子から緩和過程を研究した業績は有名である。
1954年、チャールズ・タウンズがメーザーの実験に成功したが、ブルームバーゲンは3準位メーザーを初めて提案し、メーザーの実用性を広げた。
この手法は後にレーザーの励起方法として広く応用されている。1960年レーザーの出現以後は、主としてレーザーによって生成された強い電磁場における物質の挙動について研究し、非線形光学と呼ばれる新分野の創造に極めて重要な役割を果たした。特に、媒質中の非線形感受率を通じて結合した4つの光波の色々な条件のもとでの振る舞いを理論的・実験的に研究し、また、これらを元にして分光学の新分野を開拓した。1953年には、国際理論物理学会 東京＆京都で来日した。

## 受賞歴
- 1958年：オリバー・E・バックリー凝縮系賞
- 1959年：モーリス・N・リーブマン記念賞
- 1961年：スチュアート・バレンタイン・メダル
- 1978年：ローレンツメダル
- 1981年：ノーベル物理学賞
- 1983年：IEEE栄誉賞、ディラック・メダル